# Peder R. Møller
Peder Rasmussen Møller, född den 16 november 1848 på Fyn, död den 27 december 1926, var en dansk författare.
Møller, som var son till en gårdsägare, rådde om sin fädernegård 1874–1908. Påverkad av Mads Hansen utgav han en rad skådespel, bland annat En Skærsild (1887), Isen brydes (1891), flera romaner och berättelser (Sejr og Thora, 1902), diktsamlingen Hvor Ageren grønnes och hågkomsterna Slægt efter Slægt (1918).